# Алета Оушън
Алета Оушън (на английски: Aletta Ocean) е артистичен псевдоним на Дора Варга (на унгарски: Varga Dóra) – унгарска порнографска актриса.

## Ранен живот
Родена е на 14 декември 1987 г. в град Будапеща, Унгария.
През 2006 г. завършва гимназия по икономика. След това работи като сервитьорка в Будапеща.
Изявява се и като модел и участва в конкурса по красота „Мис Унгария 2006“ и е едно от шестте момичета, достигнали до финалния кръг, но не успява да спечели титлата.

## Кариера
Дебютира като актриса в порнографската индустрия през 2006 г., когато е на 19-годишна възраст. В своите интервюта твърди, че започва да снима порно, за да направи впечатление на бившия си приятел. В интервю за сайта „Феймъсуай“ заявява: „Не започнах да снимам порно за пари или за слава. Започнах за отмъщение.“ Първоначално снима в Европа за продукции на „Private Media Group“, но след като набира популярност отива в САЩ, където получава по-добро заплащане за сцените си. Там участва във филми в Лос Анджелис, Маями и Лас Вегас.
Носителка е на наградите на AVN за 2010 г. за чуждестранна изпълнителка и за най-добра секс сцена в чуждестранна продукция. Снима се за унгарското издание на еротичното списание „Плейбой“, а също така е и момиче на корицата на друго еротично списание – „Чери“ в броя му за месец април 2010 г.
В интервю за „21 Sextury Network“, направено през 2010 г., заявява, че би снимала порно, докато се чувства щастлива от работата си и има физическите възможности за това, а след края на активната си кариера в порноиндустрията има намерение да следва икономика в университет, след което да продължи да се занимава с порнография, но вече в ролята на продуцент или мениджър.
През лятото на 2012 г. се заразява със сифилис по време на снимки на порнографски продукции в Будапеща.
Поставена е на 24-то място в класацията на списание „Комплекс“, наречена „Топ 100 на най-горещите порнозвезди (точно сега)“ от юли 2011 г.
Говори унгарски и английски език.

## Награди и номинации
Носителка на награди
- 2010: AVN награда за чуждестранна изпълнителка на годината.[8]
- 2010: AVN награда за най-добра секс сцена в чуждестранна продукция – „Dollz House“ (с Оливие Санчес и Джордж Ул).[8]

Номинации
- 2009: Номинация за Hot d'Or награда за най-добра европейска звезда.[12][13]
- 2010: Номинация за F.A.M.E. награда за най-горещо тяло.[14]
- 2010: Номинация за F.A.M.E. награда за любима анална звезда.[14]
- 2011: Номинация за AVN награда за най-добра секс сцена с двойно проникване – „Ти, аз и тя“ (с Дейвид Пери и Мик Блу).[15]
- 2011: Номинация за XBIZ награда за чуждестранна изпълнителка на годината.[16]
- 2011: Номинация за Galaxy награда за най-добър персонален уебсайт в Европа.
- 2012: Номинация за AVN награда за чуждестранна изпълнителка на годината.[17]
- 2012: Номинация за AVN награда за най-добра секс сцена в чуждестранна продукция.[17]
- 2013: Номинация за AVN награда за чуждестранна изпълнителка на годината.[18]
- 2013: Номинация за XBIZ награда за чуждестранна изпълнителка на годината.[19]
- 2017: Номинация за XBIZ награда за чуждестранна изпълнителка на годината.[20]